# Њижни Хрушов
Њижни Хрушов (слч. Nižný Hrušov) насељено је мјесто са административним статусом сеоске општине (слч. obec) у округу Вранов на Топлој, у Прешовском крају, Словачка Република.

## Становништво
| Година:    | 1994. | 2004.   | 2014.   | 2024.   |
| ---------- | ----- | ------- | ------- | ------- |
| Број људи: | 1704  | 1666    | 1592    | 1501    |
| Разлика:   |       | -2,23 % | -4,44 % | -5,71 % |

| Година:    | 2023. | 2024.   |
| ---------- | ----- | ------- |
| Број људи: | 1500  | 1501    |
| Разлика:   |       | +0,06 % |

Према подацима о броју становника из 2024. године насеље је имало 1501 становника.